# هنس مولنگراکت-مسن
هنس مولنگراکت-مسن (دانمارکی: Hans Meulengracht-Madsen; ۹ سپتامبر ۱۸۸۵ – ۷ اکتبر ۱۹۶۶) قایقران قایق بادبانی اهل دانمارک بود.